# Marie-Pierre Richer
Pour les articles homonymes, voir Richer.
Marie-Pierre Richer, née le 19 avril 1963, est une femme politique française. Elle est actuellement sénatrice du Cher.

## Biographie
Elle est la 1re adjointe au maire de Dun-sur-Auron.
Elle est candidate lors des régionales de 2010 en région Centre, mais elle n'est pas élue.
En mars 2015, elle est élue conseillère départementale du canton de Dun-sur-Auron en tandem avec Pascal Aupy,,.
Elle est réélue présidente de la communauté de communes Le Dunois en 2014, avant d'en démissionner en 2018.
À la suite de la nomination en mars 2019 de François Pillet au Conseil constitutionnel, elle devient sénatrice du Cher.
Elle est la présidente du SDIS 18.